# Cynanchum macranthum
Cynanchum macranthum är en oleanderväxtart som beskrevs av Jumelle och Perrier. Cynanchum macranthum ingår i släktet Cynanchum och familjen oleanderväxter. Inga underarter finns listade i Catalogue of Life.